# Aphrodite's Child
Aphrodite's Child byla řecká rocková skupina, založená v roce 1967. Členy skupiny byli Vangelis (klávesy), Demis Roussos (baskytara, zpěv), Loukas Sideras (bicí, zpěv) a Anargyros Koulouris (kytara). Zpívali anglicky a zaznamenali několik mezinárodních hitů. Skupina se rozešla po vydání tří studiových alb (včetně jednoho soundtracku) a několika singlů v roce 1972. Vangelis a Roussos se poté stali neméně slavnými jako sóloví umělci (Vangelis jako skladatel a Roussos jako zpěvák).

## Diskografie

### Alba
- End of the World (1968)
- It's Five O'Clock (1969)
- 666 – soundtrack (1972)[1]

### Singly
- „Plastics Nevermore“ / „The Other People“ (1968)
- „Rain and Tears“ / „Don't Try to Catch a River“ (1968)[2]
- „End of the World“ / „You Always Stand in My Way“ (1969)
- „Valley of Sadness“ / „Mister Thomas“ (1969)
- „Lontano dagli occhi“ / „Quando l'amore diventa poesia“ (1969)
- „I Want to Live“ / „Magic Mirror“ (1969)
- „Let Me Love, Let Me Live“ / „Marie Jolie“ (1969)
- „It's Five O'clock“ / „Wake Up“ (1970)
- „Spring, Summer, Winter and Fall“ / „Air“ (1970)
- "Such a Funny Night“ / „Annabella“ (1970)
- „Break“ / „Babylon“ (1972)[1]

### Kompilace
- Best of Aphrodite's Child (1980)
- Aphrodite's Child's Greatest Hits (1995)
- The Singles (1995)
- The Complete Collection (Aphrodite's Child) (1996)
- Babylon the Great (2002)
- The Singles+ (2003)